# Jemnice
Jemnice é uma cidade checa localizada na região de Vysočina, distrito de Třebíč.